# Doctor John
Doctor John (Hangul: 의사요한; Hanja: Uisayohan, lit. Doctor Yo-han), es una serie de televisión surcoreana transmitida del 19 de julio del 2019 hasta el 7 de septiembre del 2019, a través de la SBS TV.
La serie estuvo basada en la novela médica japonesa "On Hand of God" de Yo Kusakabe.

## Sinopsis
La serie sigue a un grupo de médicos especializados en el manejo del dolor, retratando la búsqueda de cada uno de ellos sobre la causa del dolor de sus pacientes.
Cha Yo-han, es un doctor en anestesiología y el profesor más joven de su escuela de medicina, quien aunque es arrogante, es brillante en su trabajo. Yo-han es conocido con el apodo de "10 segundos", el cual hace referencia a su gran capacidad para descubrir qué problema tienen sus pacientes desde que entran a la sala del examen y caminan hasta su asiento.
Por otro lado Kang Si-young, es una residente de anestesiología que trabaja con Yo-Han. Es una mujer inteligente, cálida y escucha atentamente a sus pacientes. Si-young ha heredado tanto las habilidades de su madre racional y serena como la empatía, habilidad para escuchar y modales de su padre.
Junto al equipo del hospital "Hanse" intentarán encontrar las causas de dolor de los pacientes que entran con misteriosos dolores agudos o crónicos.

## Reparto

### Personajes principales[5]
| Actor                | Personaje                 | Nº de episodios | Notas |
| -------------------- | ------------------------- | --------------- | --- |
| Ji Sung Park Shi-wan | Dr. Cha Yo-han / John Cha | 32              | Es un profesor y talentoso anestesiólogo que pasó tres años en prisión por practicar la eutanasia a un paciente moribundo cuyo dolor no pudo reducir. A menudo es conocido como "10 Segundos" (inglés: "Ten Seconds"), ya que puede detectar la enfermedad de un paciente rápidamente.                               |
| Lee Se-young         | Dra. Kang Shi-young       | 32              | Es un residente de segunda año del departamento de anestesiología que fue una destacada estudiante en la escuela de medicina. Después de tomar un descanso de sus estudios, luego de no poder salvar a su padre en un accidente, decide volver al hospital después de trabajar en la prisión donde conoció a Yo-han. |
| Lee Kyu-hyung        | Son Seok-ki               | 32              | Es un carismático fiscal que está en contra de la práctica de la eutanasia y que le guarda rencor al médico que acabó con la vida del asesino de su hijo. En el pasado, Seok-ki estuvo presente durante el juicio de Yo-han a quien quería condenar a diez años de prisión.                                          |
| Hwang Hee            | Dr. Lee Yoo-joon          | 32              | Es miembro del departamento de anestesiología, que aunque al inicio quiere demostrar que Yo-han está equivocado, luego de que él lo corrigiera después de dar dos diagnósticos erróneos mientras estaba preso, finalmente decide aprender de él.                                                                     |

### Personajes secundarios
| Actor          | Personaje             | N.º de episodios | Notas |
| -------------- | --------------------- | ---------------- | --- |
| Kwon Hwa-woon  | Dr. Heo Joon          | -                | Es un residente de cuarto año del departamento de manejo del dolor del Hospital Hanse.                                                                                |
| Jung Min-ah    | Dra. Kang Mi-rae      | -                | Es una residente de tercer año del departamento de manejo del dolor del Hospital Hanse, así como la hermana menor de Kang Shi-young.                                  |
| Kim Hye-eun    | Dra. Min Tae-kyeong   | -                | Es la jefa del departamento de Anestesiología y Medicina del Dolor. Así como la madre de Kang Shi-young y Kang Mi-rae.                                                |
| Oh Hyun-joong  | Dr. Kim Won-hee       | -                | Es un residente de primer año del departamento de manejo del dolor del Hospital Hanse.                                                                                |
| Kim Young-hoon | Han Myeong-oh         | -                | Es un abogado especializado en asuntos médicos, así como el asesor legal del hospital.                                                                                |
| Um Hyo-sup     | Kang I-moon           | -                | Es el director del Hospital Hanse, así como el tío de Kang Shi-young y Kang Mi-rae.                                                                                   |
| Oh Seung-hyun  | Dra. Min Joo-kyeong   | -                | Es una profesora del departamento de Anestesiología, así como la hermana de Min Tae-kyeong, y tía de Kang Shi-young y Kang Mi-rae.                                    |
| Shin Dong-mi   | Enfra. Chae Eun-jeong | -                | Es una enfermera en un centro de cuidados paliativos cuya hija Jung In, es asesinada. Cha Yo-han termina con la vida del hombre responsable del asesinato de su hija. |
| Jung Jae-sung  | Kwon Seok             | -                | Es un profesor del departamento de Anestesiología. |
| Son San        | Enfra. Hon            | -                | Es una enfermera con más de 20 años de experiencia del departamento de manejo del dolor del Hospital Hanse.                                                           |
| Lee Yoo-mi     | Enfra. Na Kyeong-ah   | -                | Es una enfermera con 3 años de experiencia del departamento de manejo del dolor del Hospital Hanse.                                                                   |

### Otros personajes
| Actor          | Personaje         | Episodios donde apareció | Notas |
| -------------- | ----------------- | ------------------------ | --- |
| Yoon Joo-sang  | Lee Won-gil       | -                        | Es el exministro de Salud y Bienestar quien apoya la práctica de la eutanasia.                                                    |
| Im Jung-min    | -                 | -                        | Es un profesor del departamento de Oftalmología.                                                                                  |
| Moon Hak-jin   | Dr. Kim Jung-wo   | -                        | Es un residente de tercer año del departamento de Oftalmología.                                                                   |
| Jang Hee-soo   | -                 | -                        | Es una profesora de Anestesiología y Medicina del Dolor.                                                                          |
| Kim Gyul       | Dr. Seong Dong-ho | -                        | Es un profesor de Anestesiología y Medicina del Dolor.                                                                            |
| Kim Seung-hoon | -                 | -                        | Es un guardia de la prisión. |
| Kim Do-hoon    | Park Jung-bo      | 1-4, 23                  | Es el prisionero número 5353 que sufre de la enfermedad de Fabry. También es un barista.                                          |
| Ham Sung-min   | Yoon Seong-kyu    | -                        | Es un secuestrador y un paciente con cáncer anal.                                                                                 |
| Ha Do-kwon     | Joo Hyeong-woo    | 5-8, 28                  | Es un campeón de artes marciales mixtas que sufre de Miastenia gravis.                                                            |
| Lee Joo-won    | Choi Seung-won    | 10                       | Es un paciente con Herpes quien constantemente se encuentra en dolor por lo que al inicio es erróneamente diagnosticado con CRPS. |
| Lee Do-kyung   | Yoo Dok-gyu       | 7, 13-14, 28             | Es un paciente con Melioidosis.                                                                                                   |
| Chun Young-min | Lee Da-hae        | 13-16                    | Es una paciente que sufre del síndrome del Miembro fantasma.                                                                      |
| Oh Soo-min     | Yoo Ri-hye        | 11                       | Es una ex actriz y paciente que sufre de Neuroblastoma.                                                                           |
| Seo Yoon-ah    | -                 | 31-32                    | Es una paciente con Epilepsia abdominal.                                                                                          |
| Nam Sang-hee   | Soo Jin           | -                        | Es una pequeña paciente con Diabetes pediátrica.                                                                                  |
| Kim Hyo-kyung  | -                 | -                        | Es una pequeña paciente con Diabetes.                                                                                             |

### Personajes invitados
| Actor          | Personaje       | Episodios donde apareció | Notas                                                                                       |
| -------------- | --------------- | ------------------------ | ------------------------------------------------------------------------------------------- |
| Geum Bo        | Kang Yi-soo     | 1                        | Es un preso.                                                                                |
| Lee Seung-chul | -               | 1                        | Es el prisionero número 6124.                                                               |
| Jung Hyun-seok | -               | 5                        | Es uno de los doctores de Joo Hyeong-woo.                                                   |
| Ha Kyung-min   | -               | 5                        | Es uno de los doctores de Joo Hyeong-woo.                                                   |
| Kim Jong-goo   | -               | 7                        | Es el padre de Joo Hyeong-woo.                                                              |
| Choi Eun-hoo   | -               | 7                        | Es el hijo de Joo Hyeong-woo.                                                               |
| Jo Shi-yeon    | -               | 7                        | Es la hija de Joo Hyeong-woo.                                                               |
| Jung Ae-yun    | -               | -                        | Es la esposa de Joo Hyeong-woo.                                                             |
| Ha Soo-ho      | -               | -                        | Es el mánager de Joo Hyeong-woo.                                                            |
| Sung Chan-ho   | -               | 9                        | Es un doctor.                                                                               |
| Son Hee-soon   | -               | 9                        | Es una mujer encargada del servicio de ascensores.                                          |
| Choi Min-geum  | -               | 10                       | Es una mujer que está en la clínica de manejo del dolor.                                    |
| Han Tae-il     | -               | 10                       | Es un hombre que choca con otro en la clínica de manejo del dolor.                          |
| Kim Joo-ryung  | -               | 15-23                    | Es una mujer que asiste a la plática sobre la muerte.                                       |
| Im Byung-ki    | -               | 16                       | Es el líder de la discusión en la plática sobre la muerte.                                  |
| So Hee-jung    | -               | 17-20                    | Es la hermana de la paciente Yoo Ri-hye.                                                    |
| Jung Ji-hoon   | Min Sung        | -                        | Es el hijo de Yoo Ri-hye.                                                                   |
| Choi Yoon-joon | -               | 27                       | Es un paciente que está buscando únicamente al doctor Cha Yo-han.                           |
| Shin Shin-beom | -               | 27                       | Es un paciente que está agradecido con el doctor Cha Yo-han.                                |
| Joey Albright  | Dr. Lucas Smith | 31                       | Es un doctor.                                                                               |
| Shim Hye-yun   | Jung In         | -                        | Es la hija de la enfermera Chae Eun-jeong.                                                  |
| Park Jung-eon  | -               | 13                       | Es la hermana mayor de la enfermera Chae Eun-jeong.                                         |
| Lee Se-rang    | Kwon So-young   | -                        |                                                                                             |
| Ham Na-young   | Choi Seul-ah    | -                        | Es la hija de Choi Seung-won.                                                               |
| Yoon In-jo     | -               | -                        | Es la esposa de Choi Seung-won.                                                             |
| Kang Ro-chae   | Han Min-joo     | -                        |                                                                                             |
| Shin Yeon-suk  | -               | -                        | Es la guardiana de Yoon Seong-kyu.                                                          |
| Yoon Jong-goo  | -               | -                        | Es un guardia de la prisión.                                                                |
| Lee Yo-sung    | -               | -                        | Es el padre del doctor Cha Yo-han.                                                          |
| Kwon Oh-jin    | -               | -                        | Es el padre de Park Jung-bo.                                                                |
| Go Yong-hwa    | -               | -                        | Es la madre de Lee Ki-seok.                                                                 |
| Kim Sa-hun     | -               | -                        | Es un médico de urgencias.                                                                  |
| Yong Jin       | -               | -                        | Es un prisionero.                                                                           |
| Park Mi-ri     | -               | -                        | Es una enfermera.                                                                           |
| Lee Min-shik   | -               | -                        |                                                                                             |
| Lee Ah-jin     | -               | -                        | Es la madre de la pequeña paciente con Diabetes pediátrica.                                 |
| Kim Ah-ram     | -               | -                        | Es la guardiana del paciente anciano que fallece en la unidad de cuidados intensivos (UCI). |
| Lee Dong-kyu   | -               | -                        | Es un reportero.                                                                            |
| Jun Eun-mi     | -               | -                        | Es la dueña de un restaurante.                                                              |
| Shin Hee-gook  | -               | -                        | Es un interno.                                                                              |
| Ahn Jae-jun    | -               | -                        | Es un guardian.                                                                             |
| Kim Mi-hye     | -               | -                        | Es una interrogadora.                                                                       |
| Kim Seung-hyun | -               | -                        | Es un prisionero.                                                                           |

### Apariciones especiales
| Actor           | Personaje          | Episodios donde apareció | Notas                                                                                          |
| --------------- | ------------------ | ------------------------ | ---------------------------------------------------------------------------------------------- |
| Jeon No-min     | Kang Yi-soo        | -                        | Es el presidente del hospital, así como el padre de Kang Shi-young y Kang Mi-rae.              |
| Jung In-gi      | Oh Jung-nam        | -                        | Es un guardia de prisión y el tío de Kang Shi-young y Kang Mi-rae.                             |
| Yoon Chan-young | Lee Ki-seok        | 10-12, 24-28             | Es un paciente del hospital Hanse con insensibilidad congénita al dolor con anhidrosis (CIPA). |
| Jung Kyung-soon | -                  | -                        | Es la madre de Lee Yoo-joon y la dueña de un restaurante.                                      |
| Im Dong-jin     | Dr. Shim Joon-chul | -                        | Es un profesor del departamento de Neurología.                                                 |

## Episodios

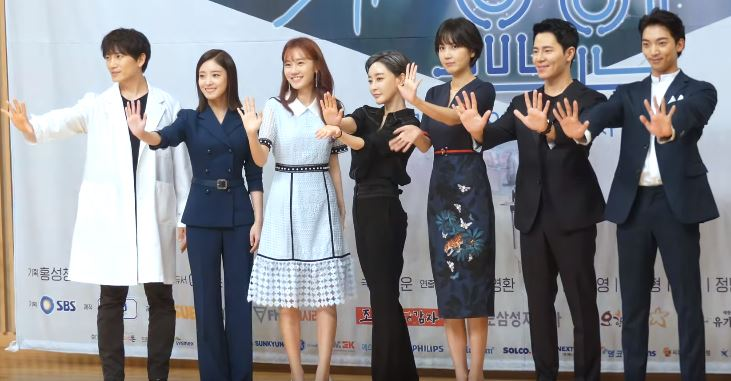
El elenco durante la conferencia de prensa en julio del 2019.

La serie está conformada por 32 episodios, los cuales fueron emitidos todos los viernes y sábados a las 22:00 (KST).
Un tema recurrente a lo largo de la serie es el debate sobre la eutanasia.

### Raitings
Los números en color rojo indican las calificaciones más bajas, mientras que los números en azul indican las calificaciones más altas.
| Ep.      | Título                                                                         | Fecha de emisión        | Participación promedio de audiencia | Participación promedio de audiencia |
| Ep.      | Título                                                                         | Fecha de emisión        | AGB Nielsen                         | AGB Nielsen                         |
| Ep.      | Título                                                                         | Fecha de emisión        | Nacional                            | Seúl                                |
| -------- | ------------------------------------------------------------------------------ | ----------------------- | ----------------------------------- | ----------------------------------- |
| 1        | Between Hope and Despair (희망과 절망 사이)                                    | 19 de julio de 2019     | 6.0% (16.ª)                         | 6.3% (15.ª)                         |
| 2        | Between Hope and Despair (희망과 절망 사이)                                    | 19 de julio de 2019     | 8.4% (8.ª)                          | 8.7% (7.ª)                          |
| 3        | A 0.00001% Hope (0.00001%의 희망)                                              | 20 de julio de 2019     | 7.0% (15.ª)                         | 7.5% (9.ª)                          |
| 4        | A 0.00001% Hope (0.00001%의 희망)                                              | 20 de julio de 2019     | 10.1% (4.ª)                         | 11.3% (3.ª)                         |
| 5        | Champion (챔피언)                                                              | 26 de julio de 2019     | 7.7% (11.ª)                         | 8.0% (11.ª)                         |
| 6        | Champion (챔피언)                                                              | 26 de julio de 2019     | 12.3% (2.ª)                         | 13.0% (2.ª)                         |
| 7        | About Fears (두려움에 대하여)                                                  | 27 de julio de 2019     | 8.0% (8.ª)                          | 8.5% (6.ª)                          |
| 8        | About Fears (두려움에 대하여)                                                  | 27 de julio de 2019     | 11.2% (3.ª)                         | 11.3% (4.ª)                         |
| 9        | 21g, The Weight of the Soul (21그램, 영혼의 무게)                              | 2 de agosto de 2019     | 8.5% (7.ª)                          | 9.3% (8.ª)                          |
| 10       | 21g, The Weight of the Soul (21그램, 영혼의 무게)                              | 2 de agosto de 2019     | 10.8% (3.ª)                         | 11.5% (3.ª)                         |
| 11       | World Without Pain (고통 없는 세계)                                            | 3 de agosto de 2019     | 6.9% (11.ª)                         | 7.6% (7.ª)                          |
| 12       | World Without Pain (고통 없는 세계)                                            | 3 de agosto de 2019     | 9.2% (4.ª)                          | 10.2% (3.ª)                         |
| 13       | Secrets and Lies (비밀과 거짓말)                                               | 9 de agosto de 2019     | 7.9% (8.ª)                          | 8.2% (8.ª)                          |
| 14       | Secrets and Lies (비밀과 거짓말)                                               | 9 de agosto de 2019     | 10.3% (4.ª)                         | 11.2% (3.ª)                         |
| 15       | Understanding Someone (누군가를 이해한다는 것은)                               | 10 de agosto de 2019    | 7.3% (12.ª)                         | 8.4% (6.ª)                          |
| 16       | Understanding Someone (누군가를 이해한다는 것은)                               | 10 de agosto de 2019    | 10.1% (4.ª)                         | 11.3% (3.ª)                         |
| 17       | Terminal: Terminal and Incurable (Terminal: 말기의, 불치의)                    | 16 de agosto de 2019    | 7.2% (11.ª)                         | 7.9% (10.ª)                         |
| 18       | Terminal: Terminal and Incurable (Terminal: 말기의, 불치의)                    | 16 de agosto de 2019    | 9.2% (7.ª)                          | 9.5% (7.ª)                          |
| 19       | Foreboding on a Crisp Afternoon (화창한 오후의 불길한 예감)                    | 17 de agosto de 2019    | 6.5% (16.ª)                         | 7.1% (10.ª)                         |
| 20       | Foreboding on a Crisp Afternoon (화창한 오후의 불길한 예감)                    | 17 de agosto de 2019    | 9.4% (3.ª)                          | 9.9% (3.ª)                          |
| 21       | Consolation (위로)                                                             | 23 de agosto de 2019    | 7.5% (9.ª)                          | 8.4% (8.ª)                          |
| 22       | Consolation (위로)                                                             | 23 de agosto de 2019    | 9.2% (5.ª)                          | 9.9% (5.ª)                          |
| 23       | Schrödinger's Cat (슈뢰딩거의 고양이)                                          | 24 de agosto de 2019    | 5.5% (18.ª)                         | 5.9% (15.ª)                         |
| 24       | Schrödinger's Cat (슈뢰딩거의 고양이)                                          | 24 de agosto de 2019    | 8.0% (4.ª)                          | 8.8% (3.ª)                          |
| 25       | The Promise to Try (노력한다는 그 약속)                                        | 30 de agosto de 2019    | 7.1% (10.ª)                         | 8.1% (8.ª)                          |
| 26       | The Promise to Try (노력한다는 그 약속)                                        | 30 de agosto de 2019    | 8.6% (6.ª)                          | 9.0% (6.ª)                          |
| 27       | A Certain Choice (어떤 선택)                                                   | 31 de agosto de 2019    | 5.5% (18.ª)                         | 6.1% (11.ª)                         |
| 28       | A Certain Choice (어떤 선택)                                                   | 31 de agosto de 2019    | 8.8% (3.ª)                          | 9.8% (3.ª)                          |
| 29       | The Heart of the One Who Leaves (떠나는 사람의 마음)                           | 6 de septiembre de 2019 | 6.3% (14.ª)                         | 7.1% (11.ª)                         |
| 30       | The Heart of the One Who Leaves (떠나는 사람의 마음)                           | 6 de septiembre de 2019 | 8.1% (7.ª)                          | 8.7% (5.ª)                          |
| 31       | Farewell, I Hope to Meet You Again Someday (이별은, 언젠가 다시 만나길 바라는) | 7 de septiembre de 2019 | 6.7% (17.ª)                         | 7.3% (18.ª)                         |
| 32       | Farewell, I Hope to Meet You Again Someday (이별은, 언젠가 다시 만나길 바라는) | 7 de septiembre de 2019 | 10.2% (6.ª)                         | 11.3% (3.ª)                         |
| Promedio | Promedio                                                                       | Promedio                | 8.3%                                | 9.0%                                |

## Música
El OST de la serie está conformado por las siguientes canciones:

### Parte 1
| No. | Intérprete | Canción            | Letra | Música                   | Duración |
| --- | ---------- | ------------------ | ----- | ------------------------ | -------- |
| 1   | Safira.K   | "Way Back"         | Ha-na | Jung Sung-min y Safira.K | 3:30     |
| 2   |            | "Way Back" (Ints.) | -     | Jung Sung-min y Safira.K | 3:30     |

### Parte 2
| No. | Intérprete | Canción           | Letra | Música | Duración |
| --- | ---------- | ----------------- | ----- | ------ | -------- |
| 1   | SALTNPAPER | "Look At"         | MYK   | MYK    | 3:16     |
| 2   |            | "Look At" (Ints.) | -     | -      | 3:16     |

### Parte 3
| No. | Intérprete | Canción        | Letra                          | Música                         | Duración |
| --- | ---------- | -------------- | ------------------------------ | ------------------------------ | -------- |
| 1   | Minseo     | "Star"         | Kim Young-sung y Song Chan-ran | Kim Young-sung y Song Chan-ran | 3:56     |
| 2   |            | "Star" (Ints.) | -                              | Kim Young-sung y Song Chan-ran | 3:56     |

### Parte 4
| No. | Intérprete | Canción                 | Letra         | Música                         | Duración |
| --- | ---------- | ----------------------- | ------------- | ------------------------------ | -------- |
| 1   | Samuel Seo | "Pain or Death"         | Moon Sung-nam | Moon Sung-nam, Simji y Gravity | 4:28     |
| 2   |            | "Pain or Death" (Ints.) | -             | Moon Sung-nam, Simji y Gravity | 4:28     |

### Parte 5
| No. | Intérprete  | Canción           | Letra         | Música        | Duración |
| --- | ----------- | ----------------- | ------------- | ------------- | -------- |
| 1   | Baek A-yeon | "Just Go"         | Moon Sung-nam | Moon Sung-nam | 3:42     |
| 2   |             | "Just Go" (Ints.) | -             | -             | 3:42     |

### Parte 6
| No. | Intérprete | Canción                               | Letra | Música                   | Duración |
| --- | ---------- | ------------------------------------- | ----- | ------------------------ | -------- |
| 1   | Jinsil     | "Way Back" (versión acústica)         | Ha-na | Jung Sung-min y Safira.K | 3:40     |
| 2   |            | "Way Back" (versión acústica) (Ints.) | -     | Jung Sung-min y Safira.K | 3:40     |

### Parte 7
| No. | Intérprete | Canción          | Letra     | Música    | Duración |
| --- | ---------- | ---------------- | --------- | --------- | -------- |
| 1   | Tree Tube  | "Reason" (이유)  | Tree Tube | Tree Tube | 3:39     |
| 2   |            | "Reason" (Ints.) | -         | Tree Tube | 3:39     |

### Disco 2
| No. | Intérprete(s) | Canción                | Duración | Notas                     |
| --- | ------------- | ---------------------- | -------- | ------------------------- |
| 1   | Romantisco    | "Golden Hour"          | 1:24     |                           |
| 2   | Jeong Cha-sik | "Run"                  | 3:10     |                           |
| 3   | Moon Sung-nam | "Life Cycle"           | 1:27     |                           |
| 4   | Son Han-mook  | "Actually"             | 2:57     |                           |
| 5   | Kim Yung-jin  | "Into the Room"        | 1:33     |                           |
| 6   | Lee Hye-rim   | "Morning Star"         | 3:04     |                           |
| 7   | No Sa-ra      | "Fatal"                | 2:45     |                           |
| 8   | Moon Sung-nam | "Coming Home"          | 2:56     | (Guitar Roman)            |
| 9   | Jeong Cha-sik | "Pulse"                | 1:24     |                           |
| 10  | Romantisco    | "Pure Death"           | 3:08     |                           |
| 11  | Son Han-mook  | "Serene Death"         | 3:01     |                           |
| 12  | Kim Hong-gap  | "Day Off"              | 3:22     |                           |
| 13  | Moon Sung-nam | "Memories"             | 3:59     |                           |
| 14  | Jeong Cha-sik | "Mad Cello"            | 3:29     |                           |
| 15  | Kim Yung-jin  | "Creeping Monster"     | 1:15     |                           |
| 16  | Romantisco    | "Jest"                 | 1:50     |                           |
| 17  | Son Han-mook  | "Decision"             | 3:47     |                           |
| 18  | Moon Sung-nam | "Pain or Death"        | 3:15     | (Guitar Sad)              |
| 19  | Lee Hye-rim   | "Obsession"            | 2:23     |                           |
| 20  | No Sa-ra      | "Remembrance"          | 2:48     |                           |
| 21  | Moon Sung-nam | "Coming Home"          | 4:40     | (instrumentos de cuerdas) |
| 22  | Romantisco    | "Missing"              | 2:15     |                           |
| 23  | Son Han-mook  | "An Unpleasant Memory" | 2:37     |                           |
| 24  | Jeong Cha-sik | "Swear"                | 3:32     |                           |

## Premios y nominaciones
| Año  | Categoría                                  | Premios                | Trabajo                | Resultado |
| ---- | ------------------------------------------ | ---------------------- | ---------------------- | --------- |
| 2019 | Excellence Award, Actor                    | 12th Korea Drama Award | Lee Kyu-hyung          | Ganó      |
| 2019 | Top Excellence Award in Miniseries (Actor) | 27th SBS Drama Award   | Ji Sung                | Nominado  |
| 2019 | Excellence Award in Miniseries (Actor)     | 27th SBS Drama Award   | Lee Kyu-hyung          | Nominado  |
| 2019 | Excellence Award in Miniseries (Female)    | 27th SBS Drama Award   | Lee Se-young           | Ganó      |
| 2019 | Mejor actor revelación                     | 27th SBS Drama Award   | Hwang Hee              | Nominado  |
| 2019 | Mejor actor infantil                       | 27th SBS Drama Award   | Yoon Chan-young        | Ganó      |
| 2019 | Mejor pareja                               | 27th SBS Drama Award   | Ji Sung y Lee Se-young | Nominados |

## Producción
La serie también es conocida como "The Doctor's Room", "Doctor Room" (닥터룸) y/o "Pain Doctor Cha Yo-han" (통증의사 차요한).
Fue dirigida por Jo Soo-won (조수원), Kim Young-hwan y Lee Gye-joon, quienes contaron con el apoyo de la guionista Kim Ji-woon (김지운).
Mientras que la producción estuvo a cargo de Jang Jin-wook.
La primera lectura del guion fue realizada en marzo del 2019 en SBS Ilsan Production Center en Tanhyun, Corea del Sur.
La serie contó con el apoyo de las compañías de producción "Studio Dragon" y "KPJ Corporation".

### Distribución internacional
| País      | Cadena    | Fecha de emisión (días y horario)                                        | Notas |
| --------- | --------- | ------------------------------------------------------------------------ | ----- |
| Filipinas | GMA       | 2020                                                                     |       |
| Singapur  | Channel U | 2 de febrero de 2020 - 1 de octubre de 2020 (Días laborales a las 10:00) |       |